# Ezio Cardi
Ezio Cardi (Bardolino, 24 ottobre 1948) è un ex pistard italiano, medaglia di bronzo nella velocità ai Campionati mondiali di ciclismo su pista del 1973.

## Carriera

### Ciclista dilettante
Da dilettante è stato Campione d'Italia nel tandem nel 1971, in coppia con Maurizio Orlati e nel 1972, in coppia con Dino Verzini. Nello stesso anno ha vinto il titolo italiano nel chilometro a cronometro.
Ha gareggiato alle Olimpiadi estive del 1972. Nella velocità è stato eliminato agli ottavi di finale e nella corsa a cronometro dei 1000 m si è classificato al nono posto.

### Ciclista professionista
Passò al professionismo il 1º dicembre 1972. Nel 1973 vinse la medaglia di bronzo nella velocità ai Campionati mondiali di ciclismo su pista, battendo Luigi Borghetti nella "finalina", dopo aver ceduto in semifinale a Giordano Turrini. Cardi si prese la rivincita sull'emiliano ai Campionati italiani, battendolo in finale e aggiudicandosi il titolo. Fu la prima delle cinque finali consecutive tra due rivali nella velocità ai campionati nazionali. Tre furono appannaggio di Cardi (1973, 1976 e 1977) e due di Turrini (1974 e 1975).
Data la crisi di ingaggi in Italia, Cardi fu poi costretto a gareggiare sempre più spesso in Australia, con le conseguenti difficoltà che ne seguirono. Meno esaltanti, infatti, furono le sue prestazioni nei successivi campionati del mondo a cui ha partecipato. Nel 1974 non andò oltre le eliminatorie, sconfitto dall'australiano John Nicholson. L'anno dopo perse nei "recuperi", come d'altronde tutti i suoi compagni di squadra. Nel 1976 fu fermato nei quarti di finale dal futuro pluricampione mondiale Koichi Nakano.
Cardi si è ritirato nel 1978.